# Stenorhopalus virescens
Stenorhopalus virescens là một loài bọ cánh cứng trong họ Cerambycidae.